# زروئیلاسی
زروئیلاسی (به لاتین: Zervreilasee) یک مخزن سد در سوئیس است که در کانتون گراوبوندن واقع شده‌است.